# Залізничні лінії Херсонської області
Залізничні лінії Херсонської області — мережа залізниць на території Херсонщини, що об'єднує між собою населені пункти та окремі об'єкти та призначена для руху транспортних засобів, перевезення пасажирів та вантажів.

## Характеристика системи
- Електрифіковані дільниці:
  - Мелітополь — Новоолексіївка — Джанкой
  - Новоолексіївка — Генічеськ
- Неелектрифіковані:
  - Нововесела — Каховка — Снігурівка
  - Миколаїв — Херсон — Вадим
  - Апостолове — Снігурівка — Херсон
- Двоколійні дільниці:
  - Мелітополь — Новоолексіївка — Джанкой
- Одноколійні дільниці:
  - Новоолексіївка — Генічеськ
  - Нововесела — Каховка — Снігурівка
  - Миколаїв — Херсон — Вадим
  - Апостолове — Снігурівка — Херсон
- Прискорений пасажирський рух:
  - Мелітополь — Новоолексіївка — Джанкой
- Відсутнє приміське сполучення:
  - Апостолове — Снігурівка

## Обслуговування
- Одеська залізниця:
  - Херсонська дирекція
- Придніпровська залізниця:
  - Запорізька дирекція

## Основні дільниці

### Мелітополь—Новоолексіївка—Джанкой

#### Мелітополь—Новоолексіївка(в межах області)
Дільницю обслуговує Запорізька дирекція Придніпровської залізниці.
Дільниця нараховує 5 зупинних пунктів, в тому числі 3 станції (Новоолексіївка, Партизани, Сокологірне).
Лінія електрифікована, двоколійна.
Лінія має відгалуження: від станції Новоолексіївка до станції Генічеськ.
Дільниця обслуговує пасажирські (в тому числі прискореного руху) та приміські електропоїзди.
Станції, на яких зупиняються пасажирські поїзди: Новоолексіївка, Партизани, Сокологірне.
Основні напрямки приміського сполучення:
- Дніпро-Головний — Генічеськ
- Мелітополь — Новоолексіївка
- Мелітополь — Генічеськ

#### Новоолексіївка—Джанкой(в межах області)
Дільницю обслуговує Запорізька дирекція Придніпровської залізниці.
Дільниця нараховує 7 зупинних пунктів, в тому числі 3 станції (Новоолексіївка, Салькове, Сиваш).
Лінія електрифікована, двоколійна.
Дільниця обслуговує пасажирські (в тому числі прискореного руху) та приміські електропоїзди.
Станції, на яких зупиняються пасажирські поїзди: Новоолексіївка.
Основні напрямки приміського сполучення:
- Новоолексіївка — Сиваш
- Запоріжжя I — Сиваш

### Новоолексіївка—Генічеськ
Дільницю обслуговує Запорізька дирекція Придніпровської залізниці.
Дільниця нараховує 4 зупинні пункти, в тому числі 2 станції (Генічеськ, Новоолексіївка).
Лінія електрифікована, одноколійна.
Лінія має відгалуження: від станції Новоолексіївка до станцій Мелітополь та Джанкой.
Дільниця обслуговує пасажирські та приміські електропоїзди.
Станції, на яких зупиняються пасажирські поїзди: Генічеськ, Новоолексіївка.
Основні напрямки приміського сполучення:
- Дніпро-Головний — Генічеськ
- Мелітополь — Генічеськ

### Нововесела—Каховка—Снігурівка

#### Нововесела—Каховка(в межах області)
Дільницю обслуговує Херсонська дирекція Одеської залізниці.
Дільниця нараховує 14 зупинних пунктів, в тому числі 4 станції (Братолюбівка, Заповітне, Каховка, Сірогози).
Лінія неелектрифікована, одноколійна.
Дільниця обслуговує пасажирські та приміські поїзди.
Станції, на яких зупиняються пасажирські поїзди: Братолюбівка, Заповітне, Каховка, Сірогози.
Основні напрямки приміського сполучення:
- Нововесела — Херсон

#### Каховка—Снігурівка(в межах області)
Дільницю обслуговує Херсонська дирекція Одеської залізниці.
Дільниця нараховує 5 зупинних пунктів, в тому числі 2 станції (Каховка, Матросівка).
Лінія неелектрифікована, одноколійна.
Дільниця обслуговує пасажирські та приміські поїзди.
Станції, на яких зупиняються пасажирські поїзди: Каховка, Матросівка.
Основні напрямки приміського сполучення:
- Нововесела — Херсон
- Каховка — Миколаїв-Вантажний

### Миколаїв—Херсон—Вадим

#### Миколаїв—Херсон(в межах області)
Дільницю обслуговує Херсонська дирекція Одеської залізниці.
Дільниця нараховує 6 зупинних пунктів, в тому числі 3 станції (Копані, Херсон, Чорнобаївка).
Лінія неелектрифікована, одноколійна.
Дільниця обслуговує пасажирські та приміські поїзди.
Станції, на яких зупиняються пасажирські поїзди: Копані, Херсон.
Основні напрямки приміського сполучення:
- Миколаїв-Вантажний — Вадим

#### Херсон—Вадим
Дільницю обслуговує Херсонська дирекція Одеської залізниці.
Дільниця нараховує 19 зупинних пунктів, в тому числі 8 станцій (Антонівка, Вадим, Великі Копані, Каланчак, Новокиївка, Олешки, Раденське, Херсон).
Лінія неелектрифікована, одноколійна.
Лінія має відгалуження: від станції Антонівка до станції Снігурівка.
Дільниця обслуговує пасажирські та приміські поїзди.
Станції, на яких зупиняються пасажирські поїзди: Вадим, Каланчак, Херсон.
Основні напрямки приміського сполучення:
- Миколаїв-Вантажний — Вадим

### Апостолове—Снігурівка—Херсон

#### Апостолове—Снігурівка(в межах області)
Дільницю обслуговує Херсонська дирекція Одеської залізниці.
Дільниця нараховує 5 зупинних пунктів, в тому числі 3 станції (Біла Криниця, Блакитне, Високопілля).
Лінія неелектрифікована, одноколійна.
Дільниця обслуговує пасажирські та приміські поїзди.
Станції, на яких зупиняються пасажирські поїзди: Біла Криниця, Блакитне, Високопілля.
Основні напрямки приміського сполучення:
- Херсон — Високопілля

#### Снігурівка—Херсон(в межах області)
Дільницю обслуговує Херсонська дирекція Одеської залізниці.
Дільниця нараховує 7 зупинних пунктів, в тому числі 2 станції (Херсон, Херсон-Східний).
Лінія неелектрифікована, одноколійна.
Лінія має відгалуження: від станції Херсон-Східний до станції Вадим.
Дільниця обслуговує пасажирські та приміські поїзди.
Станції, на яких зупиняються пасажирські поїзди: Херсон.
Основні напрямки приміського сполучення:
- Нововесела — Херсон
- Херсон — Високопілля